# Улуков'я
Улуков'я (біл. Улукаўе) — агромістечко, центр Улуковської сільської ради Гомельського району Гомельської області Республіки Білорусь.

## Географія

### Розташування
За 2 км від залізничної станції Березки (на лінії Гомель — Унеча), 4 км від Гомеля.

## Гідрографія
На річці Іпуть (притока річки Сож).

## Транспортна мережа
Поруч автошлях Добруш — Гомель. Планування складається з вигнутої вулиці, орієнтованої з південного сходу на північний захід. Забудована двосторонньо, щільно, здебільшого дерев'яними будинками садибного типу.

## Історія

### Російська імперія
За письмовими джерелами відоме з XIX століття як село Луков'я в Гомельській волості Білицького повіту Могилівської губернії, у володінні Фащів. Хазяїн однойменного фольварку, що розташовувався поруч, у 1854 році володів тут 1303 десятинами землі, які дісталися йому у спадок. 1890 року розпочав роботу крохмальний завод, 1894 року — винокурня. Відповідно до перепису 1897 року у фольварку розташовувалися хлібний магазин та винокурня. У 1909 році 318 десятин землі, у Гомельському повіті Могилівської губернії. У фольварку 1370 десятин землі.

### СРСР
20 липня 1920 року створено сільськогосподарський кооператив, 1925 року — радгосп «Улуков'я». 1926 року працювали поштовий пункт, школа, лавка. З 8 грудня 1926 року центр Улуковської сільради Гомельського району Гомельського округу (до 26 липня 1930 року), з 20 лютого 1938 року Гомельської області. У 1930 році організований колгосп, працювали паровий млин, зернодробарка, кузня. 

#### Німецько-радянська війна
Під час німецько-радянської війни німецькі окупанти у вересні 1943 повністю спалили село і вбили 13 жителів. Звільнено 17 жовтня 1943 року. У боях за село та околицю загинули 180 радянських солдатів (поховані в братській могилі в центрі села). На фронтах та у партизанській боротьбі загинули 229 жителів, на згадку про яких у 1977 році поруч із братською могилою встановлено меморіальну стіну з іменами полеглих. 
1959 року центр радгоспу «Тепличний». Розташовані комбінат побутового обслуговування, 9-річна та музична школи, дитячий садок, лікарня, клуб, бібліотека, ветеринарна ділянка, відділення зв'язку, кафе, 3 магазини.
До складу Улуковської сільської ради до 1962 року входили селище Назарет і село Новий Двор, що нині не існують.

## Населення

### Чисельність
- 2009 — 687 мешканців.

## Відомі уродженці
- Тамара Тимофіївна Сорокіна (нар. 1927) — білоруська вчена, докторка медичних наук (1978).